# Edifici intel·ligent

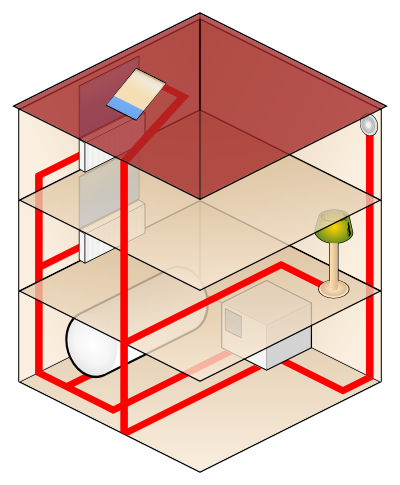
Diagrama d'edifici intel·ligent

S'entén per  edifici intel·ligent (EI)  aquell que té incorporat equipament d'ús terciari o industrial, de sistemes de gestió tècnica automatitzada dins de les seves instal·lacions, amb l'objectiu de reduir el consum d'energia, augmentar el confort i la seguretat a tot el conjunt de l'edifici. El terme s'aplica especialment a: edificis d'oficines, edificis corporatius d'empreses, hotels i similars, etc.
Es considera que un edifici és "intel·ligent" si incorpora sistemes d'informació en tot l'edifici, oferint serveis avançats de control d'activitats i de telecomunicacions. Amb un control automatitzat, monitoratge, gestió i manteniment dels diferents subsistemes o serveis de l'edifici, de forma òptima i integrada, localment i remota. Dissenyat tot ell amb prou flexibilitat perquè sigui econòmicament rendible la implantació de futurs sistemes i es puguin implementar d'una forma senzilla.
Sota aquest nou concepte es defineix l'automatització integral d'immobles amb alta tecnologia. La centralització de les dades de l'edifici o complex, possibilita supervisar i controlar confortablement des d'un ordinador els estats de funcionament o alarmes, dels sistemes que componen la instal·lació, així com els principals paràmetres de mesura. L'edifici intel·ligent integra la domòtica interna dins d'una estructura en xarxa.

## Història
La idea d'un sistema d'edificació intel·ligent i de gestió d'edificis arriba a les arrels del sector industrial dels Estats Units dels anys setanta i es deriva dels sistemes de control de producció automatitzats i de l'optimització de l'entorn de desenvolupament de les plantes. Les tecnologies i solucions que es van inventar en aquest camp fins a finals dels anys vuitanta van permetre la construcció de sistemes de gestió d'edificis per a ús privat i, sobretot, d'oficines.
La connectivitat física entre dispositius s'ha proporciona històricament per fibra òptica dedicada, ethernet, ARCNET, RS-232, RS-485 o una xarxa sense fils de propòsit especial de baixa amplada de banda. Els sistemes moderns es basen en la creació de xarxes heterogènies multi-protocol basades en estàndards, com la xarxa especificada a la norma IEEE 1905.1 i verificada per la marca d'auditoria nVoy. Normalment, només s'utilitzen xarxes basades en IP, però es pot fer ús de qualsevol cablejat existent, i també es poden integrar xarxes sobre línies elèctriques a través de circuits AC, Power over Ethernet de circuits de DC de baix consum, xarxes sense fils d'alta amplada de banda com LTE i IEEE 802.11n i IEEE 802.11ac i sovint s'integren mitjançant l'ús de la xarxa sense fils estàndard ZigBee específica de l'edificació.

## Aplicació

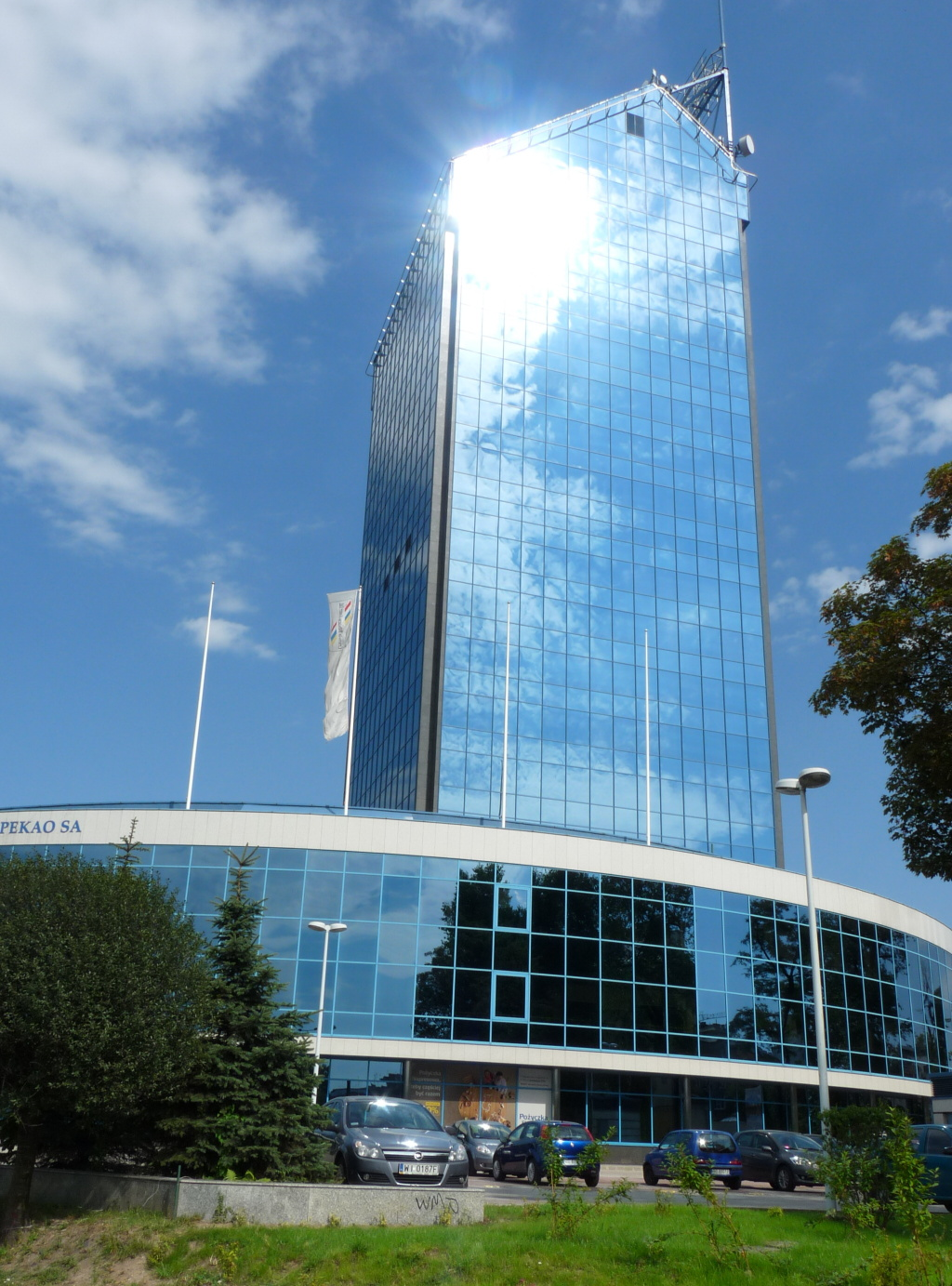
Cracovia Business Center (EI)

Entre d'altres mesures, l'aplicació del Building Management System (BMS) ofereix la possibilitat de monitoratge del funcionament general de tot l'edifici. Els ascensors, el balanç energètic, el reg, la climatització i il·luminació de les àrees comunes, la sensorització de variables analògiques com temperatura i humitat, control i alertes en funció de paràmetres determinats, el sistema d'accessos, sistemes de detecció d'incendis, etc.
De la mateixa manera, permet un major control d'accessos i el seguiment continu de qui entri o hagi entrat a l'edifici. S'ha aplicat amb èxit en edificis residencials, d'oficines, hotels, hospitals, museus, centres comercials, centres de procés de dades, geriàtrics, barris tancats i indústries.
S'utilitza el sistema de gestió d'edificis (BMS) en edificis d'oficines, industrials i institucionals. El camp d'operació d'aquest sistema és  integració,  control, monitorització, optimització i informes, com ara:
- Xarxa TIC,
- Control de la il·luminació interior i exterior segons la presència de persones a les habitacions, basat en intensitat de la llum, etc.,
- Control de la calefacció en els diferents pisos i sales, habitacions ,
- Control de ventilació, aire condicionat i filtració basant-se en paràmetres de qualitat de l'aire, és a dir, contingut diòxid de carboni i  humitat
- Simulació de presència,
- Protecció de les persones i de la propietat,
- Sistema d'alarma i CCTV,
- Sistema de protecció contra incendis,
- Sistema de control d'accés,
- Sistema d'alimentació de corrent UPS,
- Sistema meteorològic,
- Sistema de gestió de producció i emmagatzematge energies renovables de micro-fonts pròpies [],
- Suport per a dispositius d'àudio i vídeo i altres usos diaris,
- Sistema de control centralitzat dels detectors de fums, control i verificació de les mànegues contra incendis

## Beneficis d'un edifici intel·ligent
- Per al propietari de l'edifici, que pot oferir un edifici més atractiu mentre aconsegueix grans reduccions en els costos d'energia i operació.

- Per als usuaris de l'edifici, els quals milloren notablement el seu confort i seguretat. Per al personal de manteniment de l'edifici que, mitjançant la informació emmagatzemada i el posterior estudi de tendències, pot prevenir desperfectes. Per al personal de seguretat, el qual veu facilitada i complementada la seva tasca per tal de fer-la molt més eficient.